# Nyctibora intermedia
Nyctibora intermedia es una especie de cucaracha del género Nyctibora, familia Ectobiidae. Fue descrita científicamente por Saussure en 1873.
Habita en Colombia y Brasil.